# Willis Young
Willis Handy Young (1872 – Los Angeles, 6 februari 1943) was een Amerikaanse jazzmuzikant (trompet, trombone) en muziekpedagoog en de vader van de swing-tenorsaxofonist Lester Young.

## Biografie
Young was afkomstig uit een muzikale familie in Woodville (Mississippi) en kreeg tijdens de jaren 1880 een muzikale opleiding aan het Tuskegee Institute. Tijdens de jaren 1890 speelde hij in brassbands. Rond 1900 woonde hij in Lafourche bei Thibodaux, waar hij speelde in de Eureka Brass Band (niet te verwisselen met de tijdens de jaren 1920 in New Orleans geformeerde Eureka Brass Band). In 1908 trouwde hij met Amelia Rhodes, van wie hij spoedig scheidde. Na een verdere relatie, waaruit twee kinderen voortkwamen, trouwde hij met Lizetta Teresa Johnson. Uit dit huwelijk werden drie kinderen geboren, (Irma, Lester en Lee). Tijdens deze jaren was hij voortdurend als muzikant op tournees en doceerde hij in verschillende steden tijdens de wintermaanden. Eind jaren 1910 speelde hij trombone in een septet, dat werd geleid door Arthur en Albert Verrett in Houma (Louisiana) en waarin ook Amos White speelde.
Young en zijn echtgenote scheidden in 1919 en Young verhuisde met zijn kinderen in 1920 naar Minneapolis, waar hij trouwde met de saxofoniste Mattie Stella Pilgrim, genoemd Sarah, en met haar een familieband formeerde, waarin Lester Young altsaxofoon en drums speelde. Ondanks de koop van een woning in Natalbany in 1921 ging de familie regelmatig op tournee. Young leidde tijdens de jaren 1920 verschillende bands als de Busy Bees en de New Orleans Strutters, die met carnival-, minstrel- en vaudevillegroepen op uitgebreide tournees gingen in de regio tussen Kansas City (Missouri), Oklahoma City, Philadelphia (Pennsylvania) en Baltimore (Maryland).
Hij organiseerde ook de optredens en schreef arrangementen voor de bands. Young, die multi-instrumentalist was, maar meestal trompet speelde, onderwees zijn kinderen Lester, Lee (later een professioneel jazzdrummer) en dien zus Irma op de trompet, saxofoon en viool. In 1927 verliet Lester Young zijn vaders band. Als muziekpedagoog had Willis Young volgens de Lester Young-biograaf Douglas Henry Daniels een doorslaggevende invloed op een reeks jazzmuzikanten. Tot zijn leerlingen behoorden o.a. Ben Webster, Cootie Williams (die in 1925 speelde bij Billy Young) en Clarence Williams. In 1927 woonde hij een poos in Minneapolis, daarna in Albuquerque en uiteindelijk in Los Angeles, waar hij ook overleed. Volgens Daniels had Billy Youngs familieband invloed op de popularisering van de saxofoon in de jazz van de vroege jaren 1920.
Willis Youngs neef was de advocaat en NAACP-functionaris James L. Tolbert.

## Overlijden
Willis Young overleed in februari 1943 op 71-jarige leeftijd.